# Мальм, Вильгельм Вильгельмович
Вильгельм Вильгельмович Мальм (5 октября 1857, Старая Русса, Новгородская губерния — 8 ноября 1926, Каркку, Финляндия) — российский военный деятель, генерал-майор (1910), командир 1-й бригады 50-й пехотной дивизии.

## Биография
В 1878 окончил Рижский политехникум, в том же году вступил в службу. Офицерский экзамен сдал при 2-м военном Константиновском училище в 1880 и определён прапорщиком в лейб-гвардии Московский полк.
Очередные звания: поручик (01.01.1885), штабс-капитан (21.04.1891; за отличие), капитан (02.04.1895; за отличие). Командовал ротой; батальоном.
6 декабря 1900 произведён в полковники; с 31 декабря 1906 по 11 июня 1910 — командир 198-го пехотного резервного Александро-Невского полка.
11 июня 1910 присвоено звание «генерал-майор»; с 11 июня 1910 — командир 1-й бригады 50-й пехотной дивизии.
Участник Первой мировой войны. В августе 1914 был назначен командиром отряда, состоявшего из 270-го пехотного Гатчинского полка и двух батарей, задачей которого было прикрытие правого фланга 1-й армии у Тильзита. 30-31 августа 1914 отряд, не извещённый об отступлении 1-й армии, подвергся нападению превосходящих сил противника, был окружен и разбит, при этом В. В. Мальм попал в плен. 19 апреля 1915 был отчислен от должности в связи нахождением в плену.
Участник Белого движения на севере России. С 27 ноября 1918 — в белых войсках Северного фронта; с 7 марта 1919 — в распоряжении генерал-губернатора Северной области; в январе 1920 — в штабе Главнокомандующего войсками Северной области.
После гражданской войны эмигрировал в Финляндию.

## Награды
- Орден Святого Станислава 2 степени (1901)
- Орден Святой Анны 2 степени (1903)
- Орден Святого Владимира 3 степени (1909).